# Тайнството на юни
„Тайнството на юни“ (на шведски: „Farlig midsommar“) е четвъртата книга от поредицата за муминтролите на финландската писателка Туве Янсон. За първи път е публикувана през 1954 г.

## Сюжет
Потоп залива Муминската долина след като наблизо изригва вулкан. Семейството на Муминтрол и техни приятели (Госпожица Снорк, дъщерята на Мюмлата, Малката Мю, Мисата, Хомсчето) намират убежище в голяма сграда, която минава край потопения им дом, носейки се по водата. Успяват да спасят и вземат със себе си и някои от мебелите. В продължение на няколко дни смятат, че новият им дом е странна изоставена къща, докато не се запознават със старата мишка Ема, която живее там и им обяснява, че сградата всъщност е театър. Муминтролите започват да разбират предназначението на декорите и реквизита, които са открили.
Муминтролите забелязват, че къщата е навлязла в гората и я завързват за една калина. Муминтрол и Госпожица Снорк решават да спят навън, в короната на голямо, красиво дърво. През нощта Ема отвързва къщата и на сутринта Муминтрол и Госпожица Снорк откриват, че тя е отплувала и са останали сами.
Малката Мю пада във водата, отнесена е от течението и по случайност е спасена от приятеля на Муминтрол Снусмумрик, който не се е завръщал в Муминската долина през последната година. Той я взема със себе си и я завежда до парк, където има много забранителни табели. Снусмумрик разкрива на Мю, че не харесва пазача на парка и смята да си разчисти сметките с него и табелите му. Той засява лъскави бели семенца и обяснява, че това е хатифнатско семе и когато се сее през нощта на Мидсомар, от него поникват хатифнати. Електрическите хатифнати прогонват пазача от парка и Снусмумрик изтръгва омразните му забранителни табели. Двадесет и четири изоставени горски деца се присъединяват към него и му се налага да поеме грижата за тях.
Муминтрол и Госпожица Снорк срещат самотна филифьонка – племенница на починалия съпруг на Ема – и ѝ помагат за първи път в живота ѝ да празнува весело Мидсомар. През нощта тримата се разхождат в гората, натъкват се на отскубнатите табели и Филифьонката запалва огън с тях, заради което впоследствие са арестувани от един хемул.
Междувременно Ема помага на Татко Мумин да напише пиеса и семейството решава да я представи на сцена. Птици разпръскват красивите афиши за представлението из околността. Горските деца, които създават все повече грижи на своя „осиновител по неволя“, намират един такъв и убеждават Снусмумрик да ги заведе на театър. Друг афиш е намерен от Хемула, който охранява Муминтрол, Госпожица Снорк и Филифьонката. Тримата арестанти го убеждават да отиде на представлението и той оставя своя братовчедка да ги пази. След като затворниците убеждават малката хемулка в невинността си, тя ги пуска и отиват заедно в театъра. Цялото муминско семейство и техните близки се събират на сцената; макар че се отклонява от сценария, представлението пожънва успех. Хомсчето и Мисата толкова харесват живота в театъра, че решават да останат там.
Последвалите опити на хемулите да арестуват Снусмумрик заради случилото се с табелите завършват благополучно за него и муминското семейство, благодарение на малката братовчедка-хемулка. Междувременно водата е спаднала в Муминската долина и семейството се завръща щастливо в стария си дом.